# Castelo de Creevekeeran
O Castelo de Creevekeeran é um castelo no condado de Armagh, na Irlanda do Norte. Fica num afloramento rochoso, mas apenas a parede oeste, de três andares de altura, permanece. O castelo é um monumento histórico marcado situado na cidade de Creevekeeran, em Armagh.